# Метиковая трещина
Ме́тиковая тре́щина, или ме́тик (неофиц.) — продольная радиально направленная трещина в стволе дерева в области ядра. Отходит от сердцевины (см.) и имеет значительную протяжённость вдоль ствола, но не доходит до его периферии. Ограничивается, как правило, зоной ядра или спелой древесины. Начинаясь от комля, может доходить до зоны живых сучков. У хвойных, особенно у лиственницы, метик бывает заполнен смолой. Возникает в растущем дереве и увеличивается при сушке, например, значительно увеличивается при продолжительном хранении древесины летом. Его величина зависит также от сучковатости дерева и наличия других пороков. Установлена прямолинейная зависимость между величиной метиковых трещин и диаметром торца у бука.
Не следует путать метиковую трещину с трещиной усушки (см.), принимающей иногда такую же форму, но не такой глубокой. Длина её при этом тоже короче, не более 1 м.

## Возникновение
Появляется под воздействием внутренних напряжений в стволе растущего дерева. Непосредственной причиной образования метика считается воздействие ветра, резкого перепада атмосферной температуры и т. п. внешних факторов. Считается также, что метик может возникнуть при валке дерева. Замечено, что чем ближе пропил к корневым лапам, тем меньше вероятность появления метика на комлевом торце.

## Метик в разных породах древесины
Встречается во всех породах, особенно в буке, сосне и лиственнице. 3/4 заготовляемых в Карпатах брёвен бука имеют на торцах метики. В насаждениях одной и той же породы встречаемость метика меняется в зависимости от географического положения. Бывают метиковатое дерево и метиковатый лес.

## Влияние на качество древесины
Метик нарушает целостность древесины, что ведёт к снижению её прочности. Простой метик в отличие от сложного меньше снижает сортность пиловочных брёвен. В прочих сортиментах метики могут снижать сортность в зависимости от их размеров и расположения.

## Классификация
Полужирным курсивом выделены типы данного порока, не представленные в действующем ГОСТе.
- По числу лучей:
  - простой — идущий по одному радиусу или диаметру на торце, и
  - сложный, или звездчатый (сокр.), в том числе крестообразный метик.
- По направлению:
  - согласный — если он идёт внутри ствола в одной плоскости, и
  - несогласный — если он идёт по спирали и выходит на другой торец направленным по-другому[3]. Несогласный метик тоже считался ранее сложным метиком.Ветренница

### Особые разновидности
- Шильфер — совокупность коротких, идущих один под другим метиков в стволах старых косослойных сосен. Подобные метики встречаются также у пихты и ели. Обычно они расположены в нижней части ствола, поднимаясь на высоту от 4 до 9 м. На поверхности пиломатериалов шильфер наблюдается в виде косых трещин с характерным чешуйчатым отслоением древесины, располагающимся под углом к годовым слоям.
- Ветренница — трещина или группа трещин в свежесрубленном дереве (в отличие от трещины усушки), не проходящих через сердцевину, подобно типичному метику, но расположенных радиально[4].